# Acacia irrorata
Acacia irrorata é uma espécie de leguminosa do gênero Acacia, pertencente à família Fabaceae.